# Potamogeton mysticus
Potamogeton mysticus är en nateväxtart som först beskrevs av Morong (pro. sp.  Potamogeton mysticus ingår i släktet natar, och familjen nateväxter. Inga underarter finns listade.